# Amydraulax mexicana
Amydraulax mexicana är en stekelart som beskrevs av Dmitriy R. Kasparyan och Ruiz-cancino 2003. Amydraulax mexicana ingår i släktet Amydraulax och familjen brokparasitsteklar. Inga underarter finns listade i Catalogue of Life.